# Hôtel de Bondeville
Hôtel de Bondeville je městský palác ze 17. století, který se nachází v Paříži v historické čtvrti Marais ve 3. obvodu na adrese 4–6, Rue des Haudriettes. Palác je od roku 1961 chráněn jako historická památka.

## Historie
Původní dům vlastnil v roce 1555 Thomas Raponel de Bondeville. Palác byl posléze postaven na jeho místě ve 2. polovině 17. století pro šlechtickou rodinu de Mailly, která ho vlastnila v letech 1680–1784. Fasády vedoucí na dvůr jsou od 16. června 1961 na seznamu historických památek.

## Architektura
Palác zahrnuje corps de logis mezi nádvořím a zahradou se dvěma křídly zvýšenými v 18. století o jedno patro. Zadní zahrada byla částečně rozparcelována, částečně zrekonstruována. Maskaron na portálu představuje hlavu Herkula oděného v kůži Nemejského lva.